# Swakopmund
Swakopmund è una città di circa 45 000 abitanti della Namibia occidentale. La città è situata ai margini del deserto del Namib ed è il quarto centro abitato della Namibia. Swakopmund è una località balneare caratterizzata da un'architettura coloniale tedesca. La città fu fondata nel 1892 come porto principale dell'Africa tedesca del Sud-Ovest.
Tra gli edifici della città vi è l'Altes Gefängnis, una prigione progettata da Heinrich Bause nel 1909. La Woermannhaus, costruita nel 1906 con una torre prominente (torre Damara), è oggi una biblioteca pubblica. Le attrazioni di Swakopmund includono il Museo di Swakopmund, l'Acquario marino nazionale della Namibia e la Galleria dei cristalli.
Nelle dune di sabbia vicino a Langstrand, a sud del fiume Swakop, si possono praticare attività come quad, cammelli, parapendio e gite nel deserto. Fuori città, il Rossmund Desert Golf Course è uno degli unici cinque campi da golf nel deserto interamente in erba al mondo. Una fattoria offre ai turisti passeggiate in cammello e la locomotiva a vapore Martin Luther, risalente al 1896 e abbandonata nel deserto.

## Geografia fisica
Sorge sulla costa atlantica, in corrispondenza della foce a delta del fiume Swakop, da cui prende il nome ("Swakopmund", in tedesco, significa "foce dello Swakop"). Circondata dal deserto del Namib e dall'oceano, Swakopmund ha un clima temperato, con temperature medie comprese fra 15 °C e 25 °C e meno di 15 mm di pioggia all'anno. Alla scarsità di precipitazioni supplisce la fredda corrente oceanica del Benguela, che trasporta nell'area umidità in forma di nebbie mattutine.

## Storia

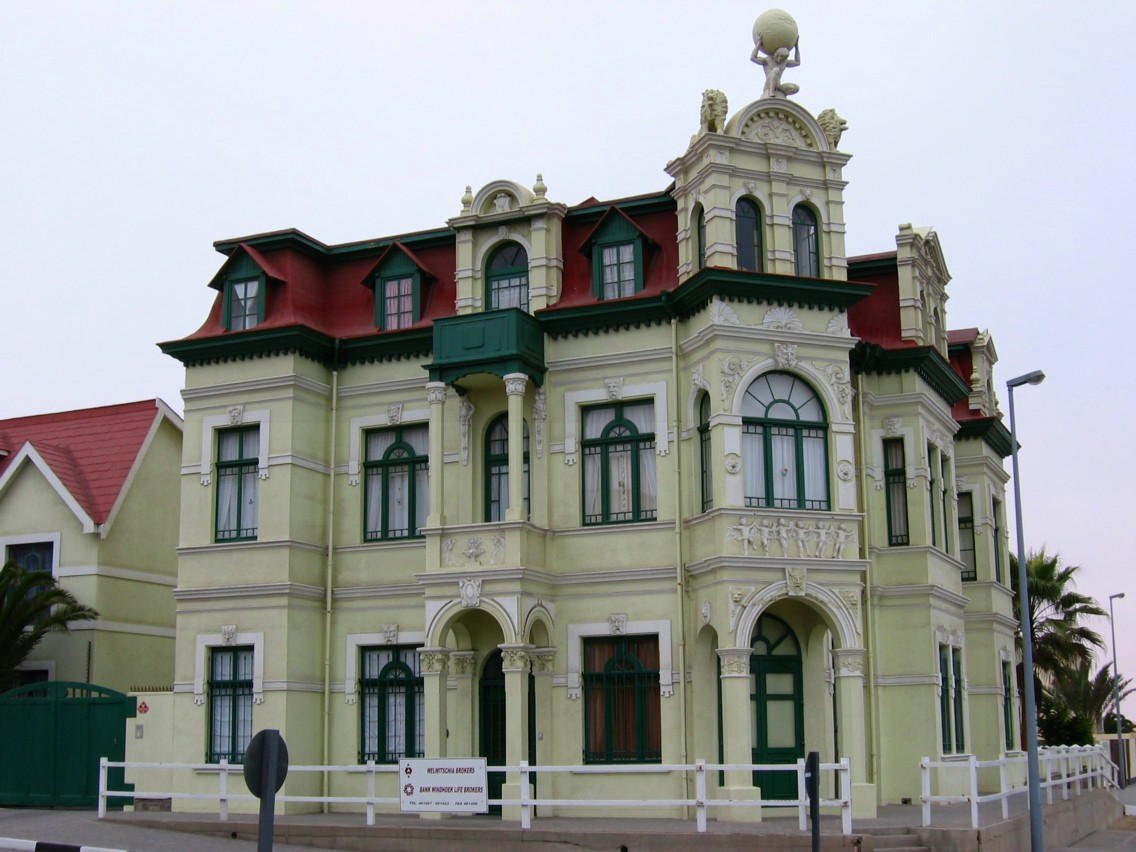
La Hohenzollernhaus, un esempio di architettura coloniale tedesca

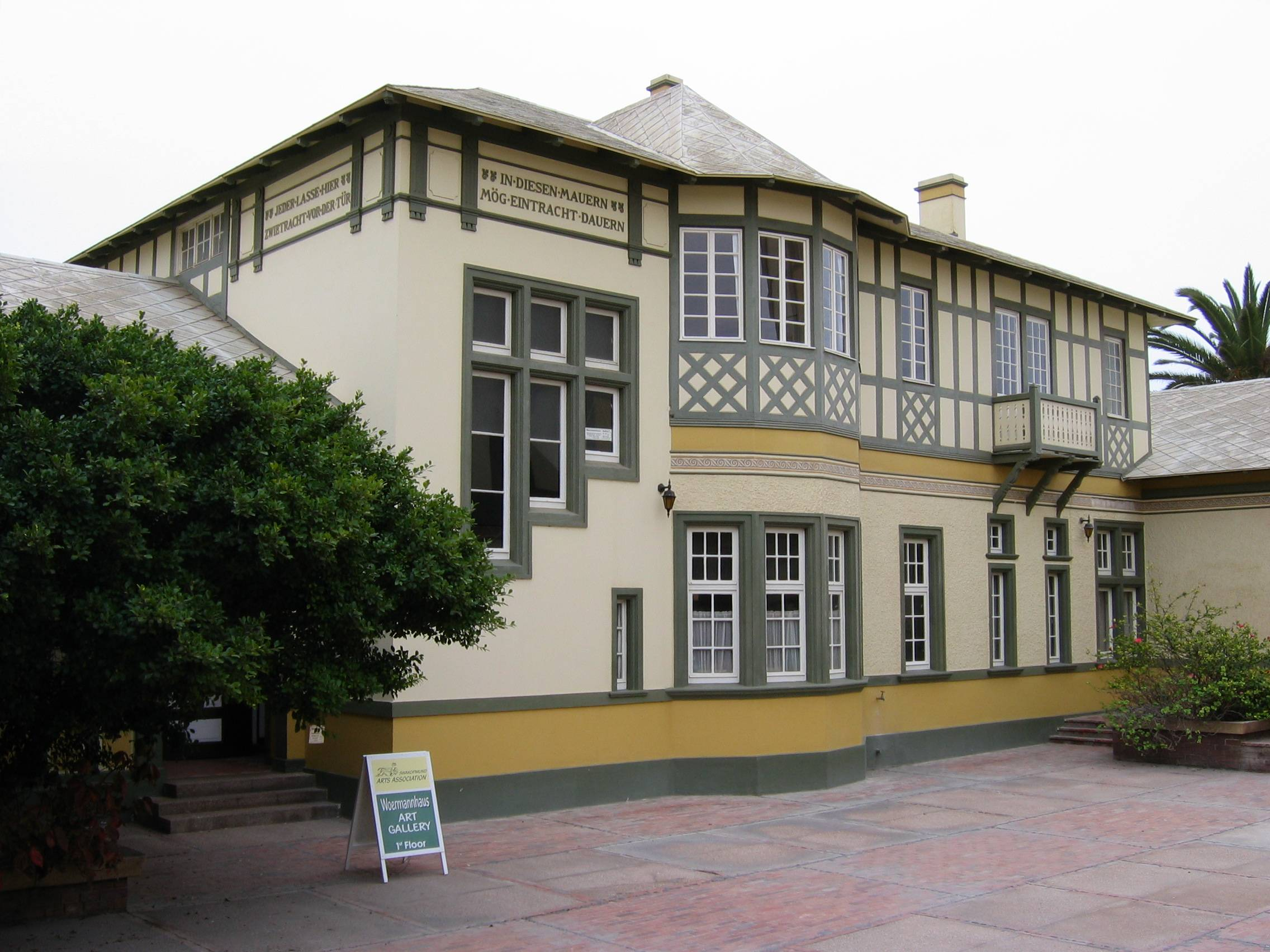
La Woermannhaus, un altro esempio di architettura coloniale

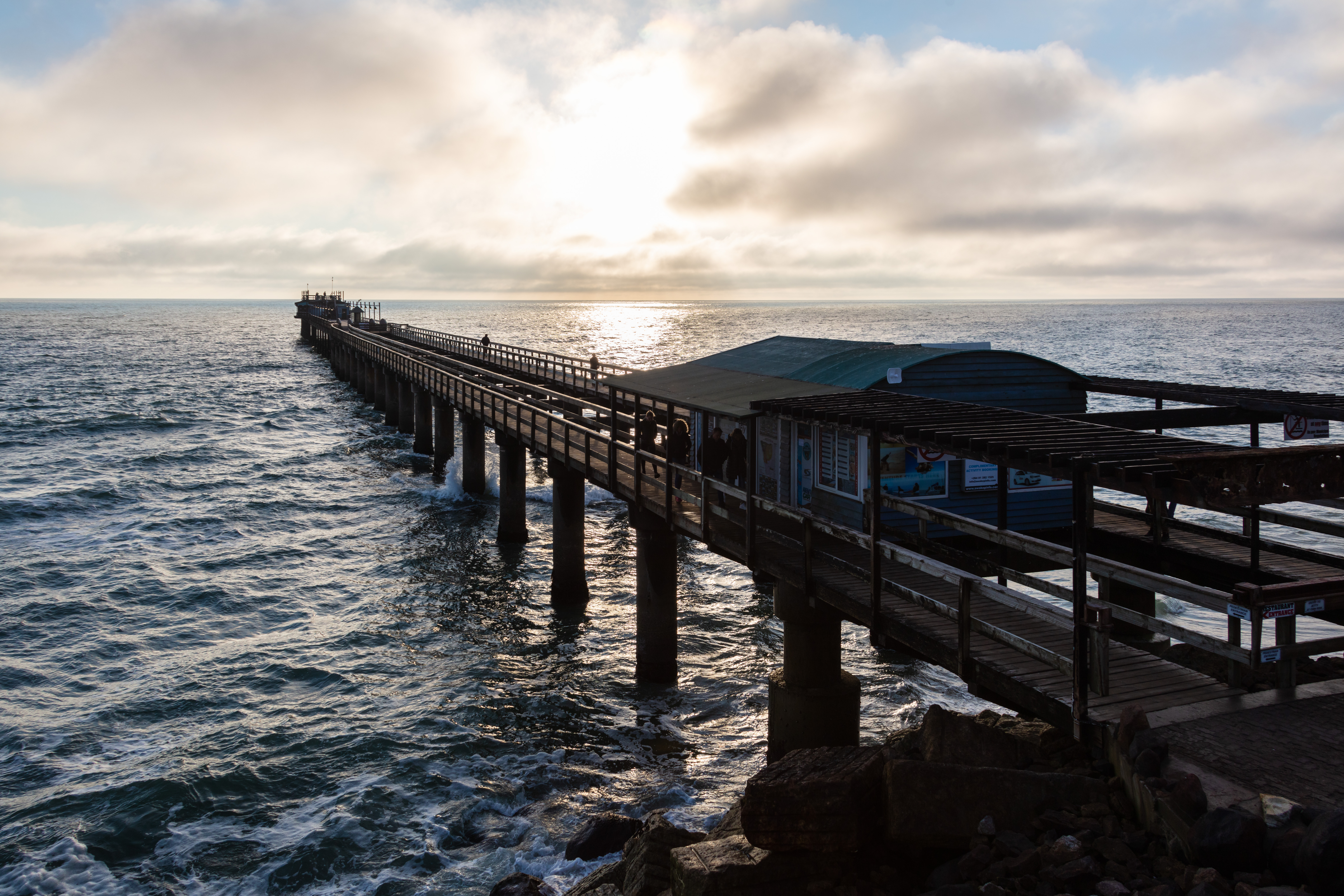
Swakopmund jetty

Nel 1884, al termine delle trattative della Conferenza di Berlino, gran parte del territorio dell'odierna Namibia fu assegnato alla Germania, e andò a formare l'Africa Tedesca del Sud-Ovest. Nel 1890 i tedeschi fondarono la città principale, Windhoek (oggi capitale della Namibia), nell'entroterra. Poiché l'unico insediamento portuale della colonia, Walvis Bay, era stato dichiarato enclave britannica dal Congresso, nel 1892 i tedeschi procedettero alla realizzazione di un proprio porto sull'Atlantico. La scelta del luogo cadde sulla foce del fiume Swakop per via della buona disponibilità di acqua dolce. Il tratto di costa nei dintorni della foce non offriva nessun tipo di riparo naturale alle navi attraccate; questo, però, vale per la gran parte della costa della Namibia.
La data esatta della fondazione della città si fa risalire al 4 agosto 1892, giorno in cui l'equipaggio di una nave chiamata Hyäne ("iena" in tedesco) eresse due segnali su una grande duna, nei pressi dell'odierno faro. I primi abitanti dell'insediamento furono 120 soldati delle Schutztruppen e 40 coloni portati a Swakopmund da un'altra imbarcazione, la Marie Woermann. Oltre ai coloni tedeschi furono portati in loco alcune centinaia di africani di etnia Kroo provenienti dalla Liberia, che furono impiegati per i lavori pesanti. Nel 1898 fu completata la realizzazione della prima barriera frangiflutti, usata anche come molo.
Negli anni successivi il porto fu ampliato, e l'insediamento divenne rapidamente un importante centro di import-export; vi aprirono sedi molti uffici dell'amministrazione coloniale tedesca e molte imprese commerciali. A questo periodo risalgono alcuni degli edifici storici della città. Nel 1909 venne formalmente istituita la municipalità di Swakopmund.
Nel 1915, l'Africa Tedesca del Sud-Ovest passò nelle mani degli inglesi, e gran parte delle attività portuali furono trasferite da Swakopmund a Walvis Bay. Di conseguenza, Swakopmund conobbe un periodo di recessione; nello stesso periodo, però, ebbe inizio la trasformazione della città da centro portuale a località di villeggiatura (oggi, gran parte dell'economia di Swakopmund ruota attorno al mercato del turismo).
A partire dal 1976 iniziarono le attività di estrazione presso la miniera di uranio di Rössing, a 70 km dall'abitato. Rössing divenne rapidamente la più grande miniera di uranio a cielo aperto del mondo; questo diede un impulso decisivo alla crescita economica di Swakopmund, che divenne una delle più moderne della nazione.
È da notare che il 70% della popolazione attuale è di recentissima immigrazione, e risiede a Mondesa, un vasto agglomerato abitativo sommariamente pianificato, esteso a nord est della città, ed abitato da una eterogenea mescolanza di etnie native, attirate dalle attività economiche della città.
Circa a un chilometro a nord est di Mondesa è in costituzione un ulteriore insediamento detto Democratic Resettlement Community che, iniziato in maniera spontanea, è ora riconosciuto dal Comune, in riordinamento e via di regolarizzazione, con costituzione di lotti e la realizzazione di strutture elementari.

## Monumenti e attrazioni turistiche

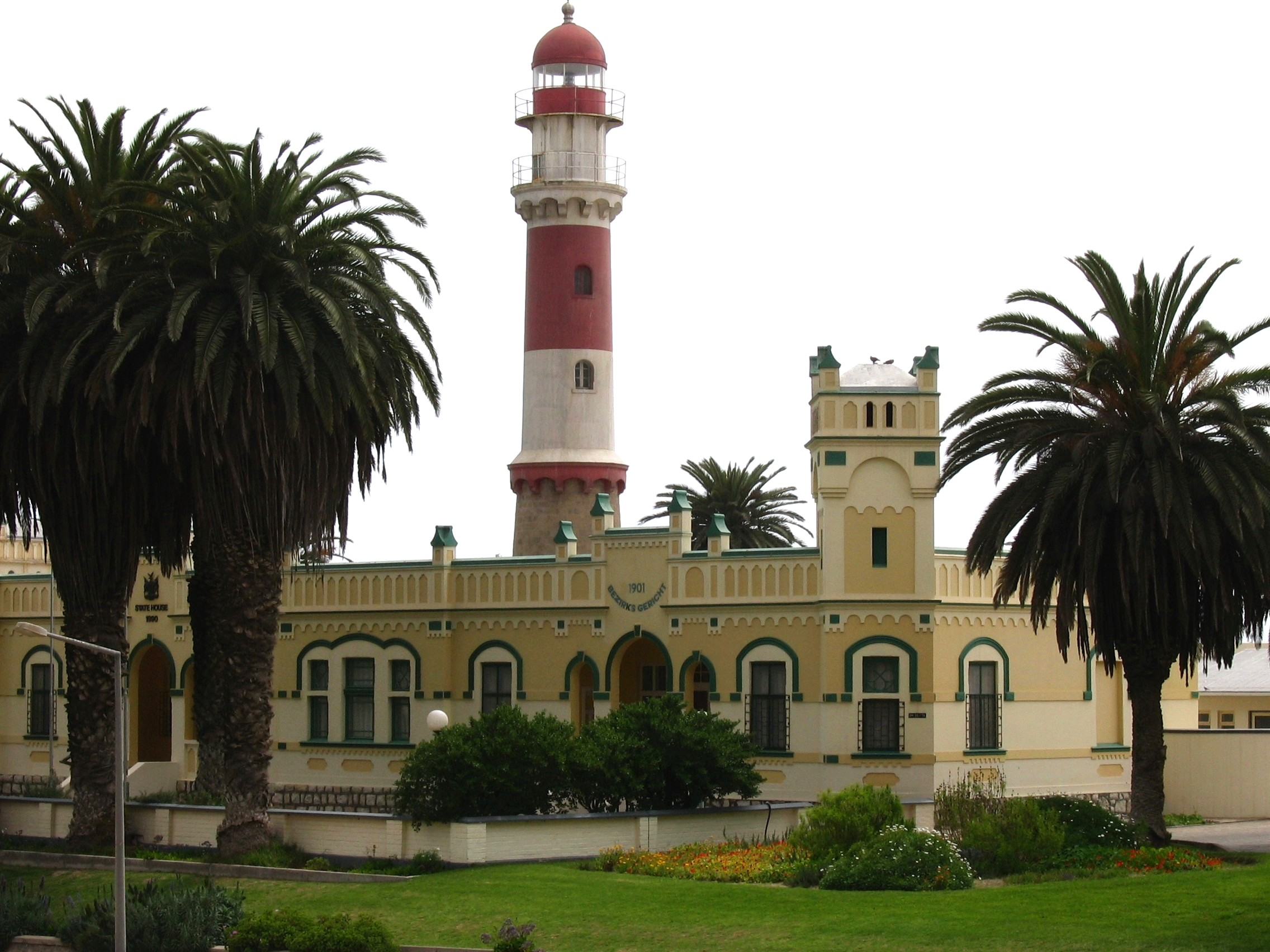
Il faro di Swakopmund

Swakopmund ospita alcuni dei più importanti esempi di architettura coloniale tedesca. Fra i monumenti di particolare interesse si possono citare la prigione di Altes Gefängnis, progettata da Heinrich Bause nel 1909, e la Wörmannhaus del 1906, oggi sede della biblioteca pubblica. Altri luoghi di interesse culturale includono il museo sui trasporti e l'acquario nazionale (National Marine Aquarium).
Negli immediati dintorni si trovano diversi luoghi di interesse naturalistico, fra i quali spiccano le dune di sabbia vicino a Langstrand, a sud dello Swakop. Sono mete turistiche anche un ranch in cui si allevano dromedari (aperto al pubblico) e la "Martin Luther", una locomotiva a vapore del 1896 abbandonata in mezzo al deserto, attualmente restaurata e ricoverata nel locale museo.
Vicino a Swakopmund si trova un importante club di golf (il Rossmund Desert Golf Course). La città è anche rinomata per la possibilità di praticare diversi sport estremi.

## Collegamenti
La città è collegata all'entroterra dalla strada B2 e dalla ferrovia TransNamib, che la collega alla capitale Windhoek e a Walvis Bay. Vi ha inoltre sede un aeroporto.